# Kampong Baroe
Kampong Baroe is een plaats en een van de zes ressorten waaruit het Surinaamse district Saramacca bestaat.
In het noordoosten grenst het ressort Kampong Baroe aan het district Wanica, in het zuidwesten en zuiden aan het district Para, in het westen aan het ressort Calcutta en in het noorden aan de ressorten Tijgerkreek, Groningen en Jarikaba.
In 2004 had Kampong Baroe volgens cijfers van het Centraal Bureau voor Burgerzaken (CBB) 1948 inwoners.
In 2023 werd in Kampong Baroe een plantenkwekerij ingehuldigd door minister Riad Nurmohamed.

## Plaatsen
Enkele plaatsen in het ressort zijn:
- Boston
- Dam Parra
- Kampong Baroe
- Maho
- Totikamp
- Uitkijk